# Abdelkader Zerrar
Abdelkader Zerrar (Dellys, 10 de enero de 1934 - Ibídem, 19 de abril de 2013) fue un jugador de fútbol profesional argelino que jugaba en la demarcación de centrocampista.

## Biografía
Abdelkader Zerrar debutó en 1951 a los 17 años con el USM Alger durante una temporada. Tras acabar el contrato fichó por el CS Hammam-Lif tras mudarse a Túnez. Jugó en el club durante cinco temporadas. Posteriormente fue traspasado al FC de Sète 34, club francés que militaba en la Ligue 2, durante dos temporadas. Posteriormente también jugó para el CR Belouizdad y por último el RC Kouba, donde se retiró en 1970. Los dos último años que jugó en el RC Kouba los realizó como jugador-entrenador. Tras retirarse como futbolista siguió entrenando al club hasta 1987, año en el que sufrió un accidente de tráfico, lo que le alejó de los terrenos de juego.
Falleció el 19 de abril de 2013 a los 79 años de edad.

## Clubes

### Como jugador
| Club          | País    | Año         |
| ------------- | ------- | ----------- |
| USM Alger     | Argelia | 1951 - 1952 |
| CS Hammam-Lif | Túnez   | 1952 - 1957 |
| FC de Sète 34 | Francia | 1957 - 1959 |
| CR Belouizdad | Argelia | 1962 - 1966 |
| RC Kouba      | Argelia | 1966 - 1970 |

### Como entrenador
| Club     | País    | Año         |
| -------- | ------- | ----------- |
| RC Kouba | Argelia | 1968 - 1987 |